# Hereward l'Exilé
Hereward le Wake, connu en son temps sous le nom d'Hereward le Proscrit ou d'Hereward l'Exilé, fut un des chefs de la résistance anglaise à la conquête normande de l'Angleterre au XIe siècle, mais il fut considéré comme un hors-la-loi à partir de 1055, lorsqu'il fut exilé par le roi Édouard le Confesseur.
C'est un Anglais, d'ascendance angle davantage que saxonne et d'origine partiellement danoise, principalement du côté maternel. D'après l'histoire, sa base de résistance était l'île d'Ely, dans la région des Fens, marais qui à l'époque bordaient les comtés actuels de Lincolnshire, Northamptonshire, Huntingdonshire, Cambridgeshire, Suffolk et Norfolk.
On raconte que le surnom le Wake lui aurait été donné par le peuple de nombreuses années après sa mort et signifierait l'attentif (en anglais : watchful), mais cette explication ressemble à une rationalisation du XIXe siècle. Bien que les sources sur cette époque lointaine soient très difficiles, il semble que ses terres lui provenaient d'une série d'héritages dans la famille Wake sur quatre générations. Les Wake ont donc pu l'associer avec leur propre nom. Toutefois, certains pensent que le nom lui vient de la famille Wake, les propriétaires normands qui se sont emparés de sa terre après sa mort, afin de créer un lien familial et ainsi  légitimer leur revendication sur ces terres. En vieil anglais, Hereward signifierait littéralement « responsable de soldats ».

## Vie et légende
La naissance d'Hereward est datée, par convention, de 1035/1036 en raison de la Gesta Herewardi indiquant qu'il fut exilé pour la première fois en 1054 à l'âge de 18 ans. Cependant, comme le compte-rendu de la Gesta de la première partie de son exil « au-delà » du Northumberland, en Écosse, en Cornouailles et en Irlande) touche à une période de l'histoire mal connue, nous devons considérer cela avec réserves. Peter Rex, dans la biographie qu'il a consacrée à Hereward en 2005, précise que les campagnes auxquelles il semble avoir participé, en Flandre et en Zélande, doivent avoir été entamées autour de 1063 et suggère qu'Hereward, en fait, serait allé directement en Flandre - ce qui suppose que, s'il avait 18 ans à un moment de son exil, il serait né en 1044/1045. Mais Hereward était en Irlande lorsqu'il apprit la nouvelle de la mort de son père en septembre 1057.
En partie à cause du manque de certitudes sur son existence, sa vie est devenue d'une grande attractivité pour tous les spéculateurs et chercheurs amateurs. Les premières références à sa parentèle en font le fils de « Leofric de Bourne » et de son épouse Edith. Comme aucun « Leofric de Boure » n'est connu, mais que le manoir de Bourne faisait partie du comté de Mercie à l'époque de la conquête, il a été affirmé que Leofric, comte de Mercie, et son épouse Lady Godiva seraient les vrais parents d'Hereward. Ce n'est pas évident - et l'abbé Brand de Peterborough, dont on affirme qu'il aurait été l'oncle d'Hereward, ne semble pas avoir été lié à Leofric ni à Godiva. Plusieurs chercheurs modernes suggèrent qu'il aurait été un Anglo-danois, fils du danois Asketil: puisque Brand est également un nom danois, il est possible que l'abbé ait été le frère d'Asketil. Quel que soit son lignage, son combat faisait partie de la lutte régionale stratégique entre les Danois et les Normands pour le contrôle de l'est de l'Angleterre.
On suppose que le lieu de sa naissance est près de Bourne, dans le Lincolnshire. On raconte qu'il était un tenancier de l'abbaye de Peterborough, dont il aurait cultivé des terres dans les paroisses de Witham-on-the-Hill et de Barholm, dans le sud-est du Lincolnshire, et de l'abbaye de Croyland, à Crowland, huit miles à l'est de Market Deeping, dans les marécages voisins. En ce temps-là, c'était une région marécageuse. Les possessions des abbayes étant probablement dispersées dans plusieurs paroisses, la localisation précise de ses possessions personnelles est incertaine, mais elles se situent certainement quelque part dans le sud du Lincolnshire.
On a supposé qu'Hereward s'était déjà rebellé contre Édouard le Confesseur avant 1066, voyant déjà l'Angleterre s'aligner sur les Normands, et qu'il avait été déclaré hors-la-loi à cette occasion. Il a été avancé qu'à l'époque de l'invasion de l'Angleterre par les Normands, il devait être en exil en Europe, travaillant avec succès comme mercenaire pour le comte de Flandre, Baudouin V, et qu'il serait alors rentré en Angleterre pour soutenir la cause anglo-danoise.
On raconte qu'en 1070, le roi danois Sven Estridsen a envoyé une petite armée pour tenter d'établir un camp sur l'île d'Ely. Cette troupe fut rejointe par nombre d'habitants, dont Hereward. Son premier acte fut l'assaut contre l'abbaye de Peterborough et son sac en 1070, en compagnie de locaux et de Danois de Sven. On affirme que ce sac serait dû à sa volonté de sauver les trésors et les reliques de l'abbaye des Normands.
En 1071, lui et de nombreux autres soutiennent un siège désespéré sur l'île d'Ely contre l'armée du Conquérant. Plusieurs disent que les Normands tentent un assaut frontal, en bâtissant une longue chaussée en bois, mais que celle-ci n'aurait pas tenu sous le poids des armures et des chevaux. On raconte que les Normands, probablement menés par l'un des chevaliers de Guillaume nommé Belasius (Belsar) ont été guidés par les moines de l'île sur un itinéraire sûr traversant les marais, ce qui leur permet de s'emparer d'Ely. On dit qu'Hereward s'échappa avec plusieurs de ses compagnons dans les marécages sauvages et poursuivit sa résistance.
Au XVe siècle, la chronique Gesta Herewardi, écrite par Ingulf de Croyland, raconte qu'Hereward a été pardonné par Guillaume.

## Hereward dans la culture populaire
- Plusieurs des légendes portant sur Hereward ont été incorporées plus tard dans les légendes au sujet de Robin des Bois.
- Le roman de Charles Kingsley paru en 1865 est un récit hautement romantique des exploits d'Hereward et fait de lui de fils de Leofric, comte de Mercie.
- Jack Trevor Story a écrit une longue vie dramatisée d'Hereward pour l'un des annuaires pour les garçons de Tom Boardman.
- Une série TV de 16 épisodes intitulée Hereward the Wake a été réalisée en 1965, à partir du roman de Kingsley.
- Cold Heart, Cruel Hand: A novel of Hereward the Wake (2004) est un roman de Laurence J. Brown.
- An Endless Exile (2004), de Mary Lancaster, est un roman historique basé sur la vie d'Hereward.
- Le groupe de rock Pink Floyd se réfère à Hereward dans le tube Let There Be More Light (1968), dans lequel une vision psychédélique de Mildenhall révèle "l'âme vivante d'Hereward le Wake". Il apparaît également dans le texte du tube de 1968 Darkness de Van der Graaf Generator. Il est aussi le sujet du tube Rebel of the Marshlands du groupe de rock Forefather, dans leur album Ours is the Kingdom en 2005.
- Hereward le Wake a donné son nom à la station radio de Peterborough : Hereward FM.
- Il existe un long sentier piéton dans les marais du comté de Cambridge de Peterborough à Ely, appelé la "voie Hereward".
- "Hereward" est la devise des hommes du groupe no 2 de la RAF. Ils sont basés à Marham, à Norfolk et leur crête comporte un nœud Wake.
- Ivanhoé (1819), roman de Walter Scott
- Dans le jeu vidéo « Persona 5 royal », Hereward est représenté en tant que persona utilisable.
- Dans le jeu vidéo " Crusader King 3 ", Hereward est un aventurier jouable en l'an 1066.

### Fiction
- (en) Charles Kingsley, Hereward the Wake, 1865.
- (en) Henry Treece, Man With a Sword, 1962.
- (en) Mary Lancaster, An Endless Exile, 2004.

## Sources
- (en) Cet article est partiellement ou en totalité issu de l’article de Wikipédia en anglais intitulé « Hereward the Wake » (voir la liste des auteurs).
- (en) Peter Rex, Hereward: The Last Englishman, Tempus Books, 2005
- (en) Peter Rex, The English Resistance: The Underground War Against the Normans
- http://www.thepeerage.com/p7376.htm
- http://www.aemyers.net/genealogy/d0019/g0000004.html
- http://mariah.stonemarche.org/famfiles/fam02499.htm
- http://www.worldroots.com/cgi-bin/gasteldb?@I28941@
- http://home.comcast.net/~barbara7905/fam/fam05649.html
- http://www.kcl.ac.uk/lhcma/locreg/WAKE1.html